# Тензор Риччи
Тензор Риччи, названный в честь итальянского математика Грегорио Риччи-Курбастро, задаёт один из способов измерения кривизны многообразия, то есть степени отличия геометрии многообразия от геометрии плоского евклидова пространства. Тензор Риччи, точно так же как метрический тензор, является симметричной билинейной формой на касательном пространстве риманова многообразия. Грубо говоря, тензор Риччи измеряет деформацию объёма, то есть степень отличия n-мерных областей n-мерного многообразия от аналогичных областей евклидова пространства 
(см. геометрический смысл тензора Риччи). Обычно обозначается {\displaystyle \mathrm {Ric} } или {\displaystyle \mathrm {Rc} }.

## Определение
Пусть {\displaystyle (M,g)} — n-мерное риманово многообразие, а {\displaystyle T_{p}M} — касательное пространство к M в точке p. Для любой пары {\displaystyle \xi ,\eta \in T_{p}M} касательных векторов в точке p, тензор Риччи {\displaystyle \mathrm {Ric} (\xi ,\eta )}, по определению, отображает {\displaystyle (\xi ,\eta )} в след линейного автоморфизма {\displaystyle T_{p}M\to T_{p}M}, заданного тензором кривизны Римана R:
{\displaystyle \zeta \mapsto R(\zeta ,\eta )\xi }
Если на многообразии заданы локальные координаты, то тензор Риччи можно разложить по компонентам:
{\displaystyle \operatorname {Ric} =R_{ij}\,dx^{i}\otimes dx^{j}}
где {\displaystyle R_{ij}={R^{k}}_{ikj}.} — след тензора Римана в координатном представлении.

## Геометрический смысл
В окрестности любой точки p риманова многообразия {\displaystyle (M,g)} можно всегда определить специальные локальные координаты, так называемые нормальные геодезические координаты, в которых геодезические из точки p совпадают с прямыми, проходящими через начало координат. 
Кроме того, в самой точке p метрический тензор равен метрике евклидова пространства {\displaystyle \delta _{ij}} (или метрике Минковского {\displaystyle \eta _{ij}} в случае псевдориманова многообразия).
В этих специальных координатах форма объема раскладывается в ряд Тейлора вокруг p:
{\displaystyle d\mu _{g}={\Big [}1-{\frac {1}{6}}R_{jk}x^{j}x^{k}+O(|x|^{3}){\Big ]}d\mu _{\text{Евклида}}}
Таким образом, если кривизна Риччи {\displaystyle {\textrm {Ric}}(\xi ,\xi )} положительна в направлении вектора {\displaystyle \xi }, то узкий конус геодезических, исходящих из точки p в направлении {\displaystyle \xi }, будет иметь меньший объем, чем такой же конус в евклидовом пространстве. Аналогично, если кривизна Риччи отрицательна, то узкий конус геодезических в направлении вектора {\displaystyle \xi } будет иметь объем, больший по сравнению с евклидовым.

## Кривизна Риччи и геометрия в целом
Пусть {\displaystyle M} есть полное {\displaystyle n}-мерное риманово многообразие с {\displaystyle \operatorname {Ric} _{M}\geq (n-1)\kappa }
- Неравенство Бишопа — Громова. Пусть {\displaystyle p\in M}, обозначим через {\displaystyle v_{p}(r)} объём шара радиуса {\displaystyle r} с центром в {\displaystyle p}, обозначим через {\displaystyle {\tilde {v}}(r)} объём шара радиуса {\displaystyle r} в {\displaystyle n}-мерном пространстве постоянной кривизны {\displaystyle \kappa }. Тогда отношение
{\displaystyle {\frac {v_{p}(r)}{{\tilde {v}}(r)}}}

есть невозрастающая функция от {\displaystyle r}.
- Теорема Майерса
- Из тождества Бохнера для 1-форм следует, что если {\displaystyle \kappa =1} то собственные числа лапласиана на {\displaystyle M} не меньше чем у единичной {\displaystyle n}-мерной сферы.

## Приложения тензора Риччи
- Тензор кривизны Риччи в общей теории относительности служит ключевым компонентом уравнений Эйнштейна.

- Кривизна Риччи также появляется в уравнении потока Риччи, в котором зависящая от времени метрика деформируется пропорционально кривизне Риччи со знаком минус.